# 波贝甘狸藻
波贝甘狸藻（學名：Utricularia pobeguinii）為狸藻屬一年生小型食虫植物。其种加词“pobeguinii”来源于法国植物采集者波贝甘（Pobeguin）。波贝甘狸藻为非洲的特有种，仅存在于几内亚金迪亚附近。其陆生于海拔500米至1000米砂岩间的潮湿土壤中。1914年，弗朗索瓦·佩列格林（François Pellegrin）最先发表了波贝甘狸藻的描述。1963年，彼得·泰勒将其降为旋狸藻（U. spiralis），但之后他又恢复了其物种地位。

## 外部連結
- 食虫植物照片搜寻引擎中波贝甘狸藻的照片 （页面存档备份，存于）

 维基共享资源上的相關多媒體資源：波贝甘狸藻
 維基物種上的相關：波贝甘狸藻